# Edward McMillan-Scott
Edward Hugh Christian McMillan-Scott (født 15. august 1949) er siden 2004 britisk medlem af Europa-Parlamentet, valgt for Liberal Democrats (indgår i parlamentsgruppen ALDE).